# James Hughes (Politiker)
James Hughes (* 24. November 1823 im Baltimore County, Maryland; † 21. Oktober 1873 in Wattsville, Maryland) war ein US-amerikanischer Jurist und Politiker. Zwischen 1857 und 1859 vertrat er den Bundesstaat Indiana im US-Repräsentantenhaus.

## Werdegang
James Hughes besuchte die öffentlichen Schulen seiner Heimat und studierte danach an der Indiana University in Bloomington. Nach einem Jurastudium und seiner im Jahr 1842 erfolgten Zulassung als Rechtsanwalt begann er in Indiana in diesem Beruf zu arbeiten. Er nahm auch als Soldat am Mexikanisch-Amerikanischen Krieg teil. Zwischen 1852 und 1856 war Hughes Richter im sechsten Gerichtsbezirk von Indiana. Gleichzeitig lehrte er an der Indiana University das Fach Jura.
Politisch war Hughes Mitglied der Demokratischen Partei. Bei den Kongresswahlen des Jahres 1856 wurde er im dritten Wahlbezirk von Indiana in das US-Repräsentantenhaus in Washington, D.C. gewählt, wo er am 4. März 1857 die Nachfolge von George G. Dunn antrat. Da er im Jahr 1858 nicht bestätigt wurde, konnte er bis zum 3. März 1859 nur eine Legislaturperiode im Kongress absolvieren. Diese war von den Ereignissen im Vorfeld des Bürgerkrieges geprägt.
Zwischen 1860 und 1864 amtierte Hughes als Bundesrichter am Court of Claims. Von 1864 bis 1866 war er Abgeordneter im Repräsentantenhaus von Indiana. Danach arbeitete er bis 1868 für das US-Finanzministerium, wo er für die Baumwollvermarktung zuständig war. James Hughes starb am 21. Oktober 1821 in Wattsville und wurde in Bloomington beigesetzt.